# Campeonato del Mundo de Florete por equipos Masculinos
| Año  | Lugar             |                 |                 |                 |
| ---- | ----------------- | --------------- | --------------- | --------------- |
| 2005 | Leipzig           | Francia         | Italia          | Alemania        |
| 2003 | La Habana         | Italia          | China           | Alemania        |
| 2002 | Lisboa            | Alemania        | Francia         | España          |
| 2001 | Nimes             | Francia         | Polonia         | Cuba            |
| 1999 | Seúl              | Francia         | China           | Polonia         |
| 1998 | La Chaux de Fonds | Polonia         | Francia         | Corea del Sur   |
| 1997 | Le Cap            | Francia         | Italia          | Cuba            |
| 1995 | La Haya           | Cuba            | Rusia           | Polonia         |
| 1994 | Atenas            | Italia          | Alemania        | China           |
| 1993 | Essen             | Alemania        | Italia          | Polonia         |
| 1991 | Budapest          | Cuba            | Alemania        | Francia         |
| 1990 | Lyon              | Italia          | Polonia         | Unión Soviética |
| 1989 | Denver            | Unión Soviética | Alemania        | Francia         |
| 1987 | Lausana           | Alemania        | Francia         | Hungría         |
| 1986 | Sofía             | Italia          | Alemania        | Alemania        |
| 1985 | Barcelona         | Italia          | Alemania        | Unión Soviética |
| 1983 | Viena             | Alemania        | Alemania        | Cuba            |
| 1982 | Roma              | Unión Soviética | Francia         | Italia          |
| 1981 | Clermont Ferrand  | Unión Soviética | Italia          | Alemania        |
| 1979 | Melbourne         | Unión Soviética | Italia          | Alemania        |
| 1978 | Hamburgo          | Polonia         | Francia         | Unión Soviética |
| 1977 | Buenos Aires      | Alemania        | Italia          | Unión Soviética |
| 1975 | Budapest          | Francia         | Unión Soviética | Italia          |
| 1974 | Grenoble          | Unión Soviética | Polonia         | Francia         |
| 1973 | Gotemburgo        | Unión Soviética | Alemania        | Polonia         |
| 1971 | Viena             | Francia         | Polonia         | Unión Soviética |
| 1970 | Ankara            | Unión Soviética | Hungría         | Rumania         |
| 1969 | La Habana         | Unión Soviética | Polonia         | Rumania         |
| 1967 | Montreal          | Rumania         | Unión Soviética | Polonia         |
| 1966 | Moscú             | Unión Soviética | Hungría         | Polonia         |
| 1965 | París             | Unión Soviética | Polonia         | Francia         |
| 1963 | Gdansk            | Unión Soviética | Polonia         | Francia         |
| 1962 | Buenos Aires      | Unión Soviética | Hungría         | Polonia         |
| 1961 | Turín             | Unión Soviética | Hungría         | Polonia         |
| 1957 | París             | Hungría         | Francia         | Italia          |

- Datos: Q5745460